# Маса Землі

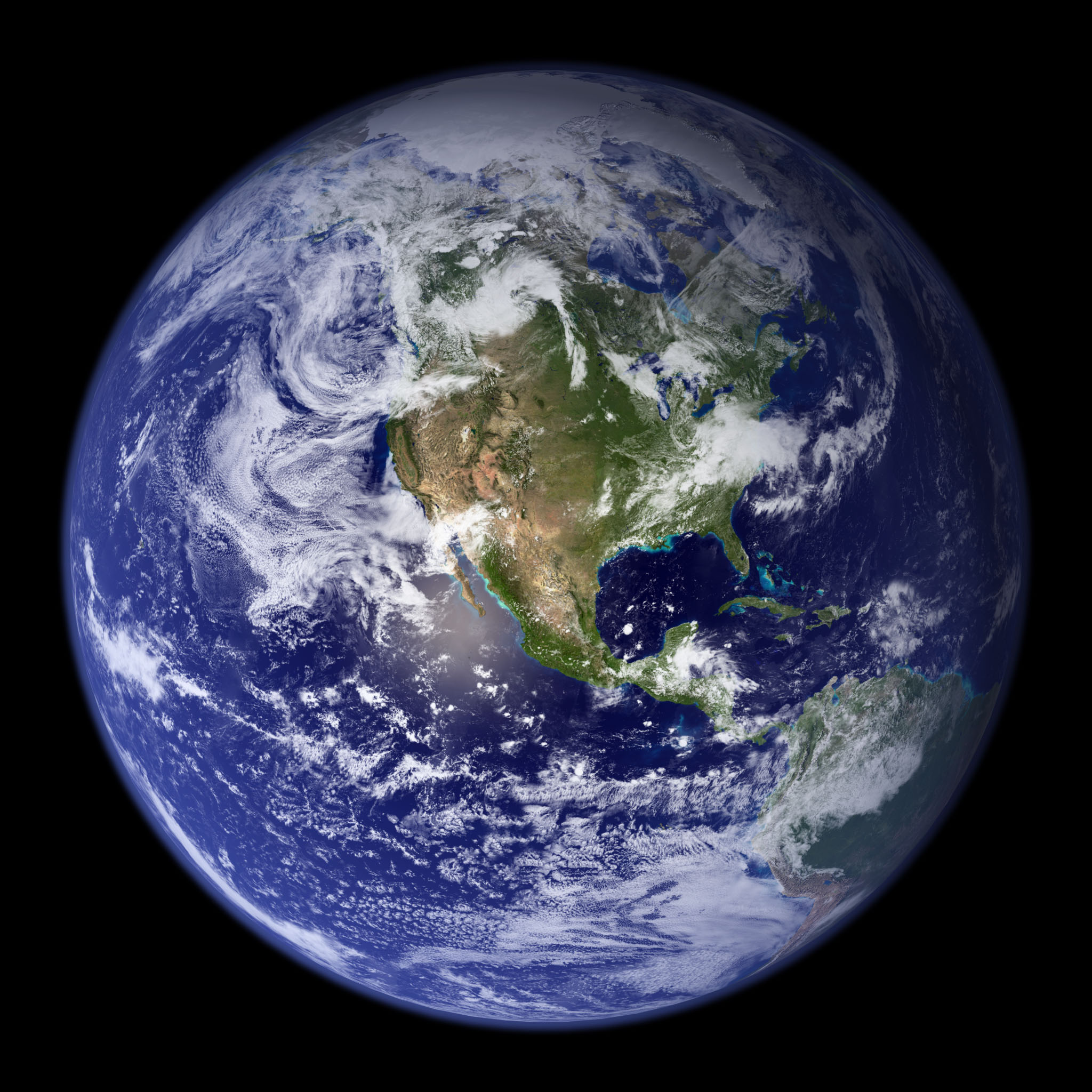
Вигляд Землі з космосу

Маса Землі (в астрономії позначається M🜨, де 🜨 є символом планети Земля) — маса планети Земля, в астрономії використовується як позасистемна одиниця маси.
1 M🜨 = 5,97219 × 1024 кг.
Три інших планети земної групи — Меркурій, Венера і Марс мають масу 0,055 M🜨, 0,815 M🜨 і 0,107 M🜨, відповідно. У порівнянні з масою інших небесних тіл Сонячної системи маса Землі становить:
- 81,3 маси Місяця;
- 0,00315 маси Юпітера (маса Юпітера складає 317,83 M🜨);
- 0,0105 маси Сатурна (маса Сатурна становить 95,16 M🜨);
- 0,0583 маси Нептуна (маса Нептуна складає 17,147 M🜨);
- 0,000 003 003 маси Сонця (маса Сонця становить 332 946 M🜨).

## Зміна маси Землі
Маса Землі є змінною величиною, і на неї впливають численні фактори. Зараз втрата маси перевищує приріст.
Фактори, що збільшують масу Землі:
- Космічний пил: метеори, пил, комети і т. д.
- Перетворення сонячної енергії: частина сонячної енергії перетворюється в речовину Землі за допомогою процесу фотосинтезу. Обсяг синтезованої за мільйони років речовини є суттєвим. Штучний фотосинтез також може збільшити масу Землі, але у вкрай малих масштабах;
- Конверсія теплового випромінювання Землі: деякі фотосинтезуючі бактерії і археї можуть використовувати випромінювання діапазону, близького до інфрачервоного для формування хімічних зв'язків. Крім того, на думку деяких експертів[2], ефект глобального потепління призводить до збільшення маси і площі поверхні тропосфери.

Фактори, що зменшують масу Землі:
- Дисипація атмосферних газів — водню (3 кг/сек, або 95 000 тонн на рік[3]) і гелію (1600 тонн на рік[4]). Крім того, частина електронів атомів атмосферних газів випаровується швидше, ніж самі атоми.
- Штучні супутники, які перебувають на віддалених орбітах, що можуть покинути навколоземний простір.
- Виділення тепла за рахунок людської діяльності, яке пізніше випромінюється в простір (як, наприклад, у випадку сонячних батарей, оскільки зібрана ними енергія просто передається (як електрика або тепло), а потім, як правило, не перетворюється на хімічних речовини, які залишаються на Землі). У 2010 році світове споживання енергії склало 550 ексаджоулів — це означає, що 6 тонн речовини перетворилося на тепло, а потім було розсіяно в космосі[4].
- Ядро Землі також втрачає енергію, що призводить до втрати близько 16 тонн на рік[4]. Ця втрата енергії також послаблює напруженість магнітного поля Землі.
- Природні геологічні процеси, в тому числі землетруси і виверження вулканів, можуть відбуватися з виділенням величезної кількості енергії, яка також може бути втрачена в космосі.
- Випромінювання радіоактивних ізотопів (природна і штучна радіоактивність) також призводить до втрати енергії/маси.
- Зменшення маси Землі призводить до ослаблення її сили тяжіння, і, відповідно, здатності утримувати атмосферу.
- Нагрівання Землі (як за рахунок антропогенних процесів, так і глобального потепління) у поєднанні з сонячним випромінюванням може збільшити тепловий рух молекул, що також сприяє витоку речовини з атмосфери.